# Zastava Wallisa i Futune
Zastava Wallisa i Futune, francuskog prekomorskog teritorija, je službeno francuska trobojnica.
Neslužbena zastava je crvene boje na kojoj se u gornjem lijevom uglu nalazi zastava Francuske, a na desnoj strani crveni Andrijin križ na bijeloj podlozi.